# جرذان (فلم)
جُرَذان (مثنى الجرد) هو فيلم كوميدي نيجيري صدرَ عام 2003 من إخراج أندي تشوكو ومن بطولةِ كلٍ من أوسيتا أهييم، تشينيدو إيكيديزي.

## القصّة
يتناولُ الفيلم قصّة صبيان قُتل والدهما على يد عمهما الذي يُواصل احتقارهما وإجبارهما على العمل في أعمال لا يُريدانها، إلى أن يُقرّر الصبيان يومًا ما الانتقام لوالدهما والثورة على الوضعِ المأساوي الذي يعيشانه.

## طاقم التمثيل
- أمايتشي موناغور
- أوسيتا أهييم
- تشينيدو إيكيديزي
- آندي تشوكو
- ديفيد إيسي
- ريكي إيزي